# Campionati europei di slittino 2025
I Campionati europei di slittino 2025 furono la cinquantaseiesima edizione della rassegna continentale europea dello slittino, manifestazione organizzata dalla Federazione Internazionale Slittino. Si tennero il 18 ed il 19 gennaio 2025 a Winterberg, in Germania, sull'Eisarena Winterberg, la stessa pista sulla quale si svolsero le competizioni continentali del 1982, del 1992, del 2000 e del 2006; furono disputate gare in cinque differenti specialità: nel singolo femminile, nel singolo maschile, nel doppio femminile, nel doppio maschile e nella prova a squadre.
Anche per questa edizione degli europei, come già accaduto nelle due precedenti, nessuno slittinista russo poté prendere parte alle gare; il congresso della FIL confermò infatti la decisione presa dal proprio comitato esecutivo, che escluse gli atleti russi da tutte le competizioni disputate sotto la sua egida a causa dell'invasione dell'Ucraina da parte della Russia.
Questa rassegna continentale, come ormai da prassi iniziata nella rassegna di Paramonovo 2012, si svolse con la modalità della "gara nella gara" contestualmente alla sesta tappa della Coppa del Mondo 2024/25 premiando gli atleti europei meglio piazzati nelle suddette cinque discipline; inoltre, sulla base di quegli stessi risultati, furono assegnati anche i titoli europei under 23 sia nelle prove del singolo sia in quelle del doppio.
Vincitrice del medagliere fu la nazionale austriaca, che conquistò tre titoli sui cinque in palio e otto medaglie delle quindici assegnate in totale: quelle d'oro furono ottenute da Jonas Müller nel singolo uomini, da Selina Egle e Lara Kipp nel doppio femminile e dagli stessi Müller, Selina Egle e Kipp insieme a Madeleine Egle, Juri Gatt e Riccardo Schöpf nella prova a squadre; nell'individuale femminile il primo posto fu appannaggio della tedesca Julia Taubitz e nella gara a coppie maschile dei suoi connazionali Tobias Wendl e Tobias Arlt. Gli atleti che riuscirono a salire per due volte sul podio in questa rassegna continentale, oltre ai già citati austriaci Jonas Müller, Selina Egle e Lara Kipp che conquistarono due medaglie d'oro, furono gli altri austriaci Madeleine Egle, Juri Gatt e Riccardo Schöpf, i tedeschi Julia Taubitz, Tobias Wendl, Tobias Arlt, Max Langenhan, Jessica Degenhardt e Cheyenne Rosenthal e le italiane Andrea Vötter e Marion Oberhofer.

## Risultati

### Singolo donne
La gara fu disputata il 18 gennaio 2025 nell'arco di due manches e presero parte alla competizione 20 atlete in rappresentanza di 9 differenti nazioni. Campionessa uscente era l'austriaca Madeleine Egle, che concluse la prova al secondo posto, ed il titolo fu conquistato dalla tedesca Julia Taubitz, già due volte medaglia d'argento continentale nella specialità, mentre terza giunse l'altra austriaca Lisa Schulte, al suo primo podio nel singolo in un europeo.
La speciale classifica riservata alle atlete under 23 vide primeggiare la tedesca Merle Fräbel sull'austriaca Barbara Allmaier e sull'altra teutonica Melina Fischer, classificatesi rispettivamente quarta, sesta e settima nella gara senior.
| Pos. | Atlete            | Nazione  | Tempo    | Distacco |
| ---- | ----------------- | -------- | -------- | -------- |
|      | Julia Taubitz     | Germania | 1'49"582 | –        |
|      | Madeleine Egle    | Austria  | 1'49"780 | +0"198   |
|      | Lisa Schulte      | Austria  | 1'49"935 | +0"353   |
| 4    | Merle Fräbel      | Germania | 1'50"122 | +0"540   |
| 5    | Anna Berreiter    | Germania | 1'50"170 | +0"588   |
| 6    | Barbara Allmaier  | Austria  | 1'50"264 | +0"682   |
| 7    | Melina Fischer    | Germania | 1'50"393 | +0"811   |
| 8    | Natalie Maag      | Svizzera | 1'50"418 | +0"836   |
| 9    | Verena Hofer      | Italia   | 1'50"579 | +0"997   |
| 10   | Elīna Ieva Vītola | Lettonia | 1'50"629 | +1"047   |

### Singolo uomini
La gara fu disputata il 19 gennaio 2025 nell'arco di due manches e presero parte alla competizione 23 atleti in rappresentanza di 9 differenti nazioni; campione uscente era l'austriaco Jonas Müller, che riuscì a bissare il titolo davanti al tedesco Max Langenhan, già medaglia d'oro nel singolo a Sigulda 2023, ed al connazionale Nico Gleirscher, già altre due volte sul podio continentale nella specialità.
La speciale classifica riservata agli atleti under 23 vide primeggiare il tedesco Timon Grancagnolo sui lettoni Gints Bērziņš e Kaspars Rinks, classificatisi rispettivamente decimo, undicesimo e tredicesimo nella gara senior.
| Pos. | Atleti              | Nazione  | Tempo    | Distacco |
| ---- | ------------------- | -------- | -------- | -------- |
|      | Jonas Müller        | Austria  | 1'41"742 | –        |
|      | Max Langenhan       | Germania | 1'41"797 | +0"055   |
|      | Nico Gleirscher     | Austria  | 1'41"843 | +0"101   |
| 4    | Wolfgang Kindl      | Austria  | 1'41"965 | +0"223   |
| 5    | Felix Loch          | Germania | 1'42"065 | +0"323   |
| 6    | Dominik Fischnaller | Italia   | 1'42"317 | +0"575   |
| 7    | David Gleirscher    | Austria  | 1'42"429 | +0"687   |
| 8    | Anton Dukač         | Ucraina  | 1'42"692 | +0"950   |
| 9    | Kristers Aparjods   | Lettonia | 1'42"727 | +0"985   |
| 10   | Timon Grancagnolo   | Germania | 1'42"759 | +1"017   |

### Doppio donne
La gara fu disputata il 18 gennaio 2025 nell'arco di due manches e presero parte alla competizione 22 atlete in rappresentanza di 8 differenti nazioni; campionesse uscenti erano le tedesche Jessica Degenhardt e Cheyenne Rosenthal, che conclusero la prova al secondo posto, ed il titolo fu conquistato dalle austriache Selina Egle e Lara Kipp, al loro primo podio continentale nella specialità, mentre terze giunsero le italiane Andrea Vötter e Marion Oberhofer, già medaglie d'oro europee nel doppio a Sigulda 2023.
La speciale classifica riservata alle atlete under 23 vide primeggiare le austriache Selina Egle e Lara Kipp sulla coppia lettone formata da Marta Robežniece e Kitija Bogdanova e su quella italiana composta da Nadia Falkensteiner e Annalena Huber, classificatesi rispettivamente prime, quinte e settime nella gara senior.
| Pos. | Atlete                                       | Nazione  | Tempo    | Distacco |
| ---- | -------------------------------------------- | -------- | -------- | -------- |
|      | Selina Egle Lara Kipp                        | Austria  | 1'26"467 | –        |
|      | Jessica Degenhardt Cheyenne Rosenthal        | Germania | 1'26"481 | +0"014   |
|      | Andrea Vötter Marion Oberhofer               | Italia   | 1'26"688 | +0"221   |
| 4    | Dajana Eitberger Magdalena Matschina         | Germania | 1'26"982 | +0"515   |
| 5    | Marta Robežniece Kitija Bogdanova            | Lettonia | 1'27"037 | +0"570   |
| 6    | Anda Upīte Zane Kaluma                       | Lettonia | 1'27"087 | +0"620   |
| 7    | Nadia Falkensteiner Annalena Huber           | Italia   | 1'27"660 | +1"193   |
| 8    | Olena Stec'kiv Oleksandra Moch               | Ucraina  | 1'27"871 | +1"404   |
| 9    | Nikola Domowicz Dominika Piwkowska           | Polonia  | 1'27"964 | +1"497   |
| 10   | Raluca Strămăturaru Mihaela-Carmen Manolescu | Romania  | 1'28"325 | +1"858   |

### Doppio uomini
La gara fu disputata il 18 gennaio 2025 nell'arco di due manches e presero parte alla competizione 36 atleti in rappresentanza di 8 differenti nazioni; campioni uscenti erano gli austriaci Thomas Steu e Wolfgang Kindl, che conclusero la prova al quarto posto, ed il titolo fu conquistato dai tedeschi Tobias Wendl e Tobias Arlt, alla loro quinta medaglia d'oro europea nel doppio, davanti alle due coppie austriache formate da Juri Gatt e Riccardo Schöpf e da Yannick Müller e Armin Frauscher, entrambe al loro primo podio continentale nella specialità.
La speciale classifica riservata agli atleti under 23 vide primeggiare gli slovacchi Christián Bosman e Bruno Mick sui lettoni Raimonds Baltgalvis e Uldis Jakseboga e sugli ucraini Maksym Pančuk e Andrij Muc, classificatisi rispettivamente undicesimi, dodicesimi ed sedicesimi nella gara senior.
| Pos. | Atleti                                | Nazione  | Tempo    | Distacco |
| ---- | ------------------------------------- | -------- | -------- | -------- |
|      | Tobias Wendl Tobias Arlt              | Germania | 1'25"152 | –        |
|      | Juri Gatt Riccardo Schöpf             | Austria  | 1'25"286 | +0"134   |
|      | Yannick Müller Armin Frauscher        | Austria  | 1'25"354 | +0"202   |
| 4    | Thomas Steu Wolfgang Kindl            | Austria  | 1'25"363 | +0"211   |
| 5    | Toni Eggert Florian Müller            | Germania | 1'25"371 | +0"219   |
| 6    | Mārtiņš Bots Roberts Plūme            | Lettonia | 1'25"430 | +0"278   |
| 7    | Ivan Nagler Fabian Malleier           | Italia   | 1'25"537 | +0"385   |
| 8    | Hannes Orlamünder Paul Gubitz         | Germania | 1'25"549 | +0"397   |
| 9    | Emanuel Rieder Simon Kainzwaldner     | Italia   | 1'26"169 | +1"017   |
| 10   | Wojciech Chmielewski Jakub Kowalewski | Polonia  | 1'26"268 | +1"116   |

### Gara a squadre
La gara fu disputata il 19 gennaio 2025 ed ogni squadra nazionale prese parte alla competizione con un'unica formazione; nello specifico la prova vide la partenza di una "staffetta" composta da una singolarista donna, un doppio maschile, un singolarista uomo ed un doppio femminile, che scesero lungo il tracciato consecutivamente senza interruzione dei tempi tra un componente e l'altro per ognuna delle 7 formazioni in gara; il tempo totale così ottenuto laureò campione la nazionale austriaca di Madeleine Egle, Juri Gatt, Riccardo Schöpf, Jonas Müller, Selina Egle e Lara Kipp davanti alla squadra tedesca composta da Julia Taubitz, Tobias Wendl, Tobias Arlt, Max Langenhan, Jessica Degenhardt e Cheyenne Rosenthal ed a quella italiana formata da Verena Hofer, Ivan Nagler, Fabian Malleier, Dominik Fischnaller, Andrea Vötter e Marion Oberhofer.
| Pos. | Nazione  | Atleti | Tempo    | Distacco |
| ---- | -------- | --- | -------- | -------- |
|      | Austria  | Madeleine Egle Juri Gatt / Riccardo Schöpf Jonas Müller Selina Egle / Lara Kipp                                                 | 3'11"428 | –        |
|      | Germania | Julia Taubitz Tobias Wendl / Tobias Arlt Max Langenhan Jessica Degenhardt / Cheyenne Rosenthal                                  | 3'11"519 | +0"091   |
|      | Italia   | Verena Hofer Ivan Nagler / Fabian Malleier Dominik Fischnaller Andrea Vötter / Marion Oberhofer                                 | 3'12"008 | +0"580   |
| 4    | Lettonia | Elīna Ieva Vītola Mārtiņš Bots / Roberts Plūme Kristers Aparjods Anda Upīte / Zane Kaluma                                       | 3'12"921 | +1"493   |
| 5    | Polonia  | Klaudia Domaradzka Wojciech Chmielewski / Jakub Kowalewski Mateusz Sochowicz Nikola Domowicz / Dominika Piwkowska               | 3'13"649 | +2"221   |
| 6    | Ucraina  | Julianna Tunyc'ka Ihor Hoj / Nazarij Kačmar Anton Dukač Olena Stec'kiv / Oleksandra Moch                                        | 3'14"985 | +3"557   |
| 7    | Romania  | Ioana-Corina Buzatoiu Vasile Marian Gitlan / Darius-Lucian Serban Valentin Crețu Raluca Strămăturaru / Mihaela-Carmen Manolescu | 3'15"187 | +3"759   |

## Medagliere
| Pos.   | Nazione  | Oro | Argento | Bronzo | Totale |
| ------ | -------- | --- | ------- | ------ | ------ |
| 1      | Austria  | 3   | 2       | 3      | 8      |
| 2      | Germania | 2   | 3       | 0      | 5      |
| 3      | Italia   | 0   | 0       | 2      | 2      |
| Totale | Totale   | 5   | 5       | 5      | 15     |